# Temporada da NBA de 1977–78
A Temporada da NBA de 1977-78 foi a 32º temporada da National Basketball Association. O campeão foi o Washington Bullets.